# Kaputan
Kaputan – wieś w Armenii, w prowincji Kotajk. W 2011 roku liczyła 1210 mieszkańców.